# Takuya Miyamoto (Fußballspieler, 1993)
Takuya Miyamoto (japanisch 宮本 拓弥 Miyamoto Takuya; * 21. Mai 1993 in der Präfektur Chiba) ist ein japanischer Fußballspieler.

## Karriere
Miyamoto erlernte das Fußballspielen in der Schulmannschaft der Ryutsu Keizai University Kashiwa High School und der Universitätsmannschaft der Waseda-Universität. Seinen ersten Vertrag unterschrieb er 2016 in Mito bei Mito HollyHock. Der Verein spielte in der zweithöchsten Liga des Landes, der J2 League. Für den Verein absolvierte er 47 Ligaspiele. 2020 wechselte er zum Drittligisten YSCC Yokohama. Nach 34 Drittligaspielen und 14 geschossenen Toren wechselte er Anfang 2021 zum ebenfalls in der dritten Liga spielenden Fujieda MYFC nach Fujieda. 2021 absolvierte er 17 Ligaspiele. Im Februar 2022 wechselte er auf Leihbasis zum Ligakonkurrenten AC Nagano Parceiro nach Nagano. Für Nagano bestritt er 29 Ligaspiele und schoss dabei vier Tore. Nach Vertragsende Bei Fujieda unterschrieb er im Januar 2023 einen Vertrag beim ebenfalls in der dritten Liga spielenden Vanraure Hachinohe.